# Eriophyes pyri
Espèce
Eriophyes pyri (Phytopte du poirier ou Phytopte galligène du poirier) est une espèce d'acariens de la famille des Eriophyidae, à répartition cosmopolite.
Cette espèce fait partie selon certains auteurs d'un complexe d'espèces apparentées, le « complexe Eriophyes pyri ».

## Dégâts aux cultures
Eriophyes pyri est un ravageur des cultures de poiriers, responsable notamment de l'Érinose du poirier.
Les dégâts sont caractérisés par la présence de nombreuses taches noirâtres sur les feuilles du poirier. Les acariens sont minuscules et blanchâtres; ils hivernent sous les écailles des bourgeons et infectent les jeunes feuilles.
La maladie est très difficile à éradiquer. Quand la maladie apparait, il ne faut pas hésiter à supprimer les rameaux infectés. Il est toujours possible d'utiliser une pulvérisation à base de soufre avant floraison pour limiter la propagation.

## Synonymes
- Epitrimerus pyri (Nalepa, 1891),
- Phytoptus pyri (Pagenstecher, 1857).

## Distribution et habitat
Eriophyes pyri a une répartition cosmopolite. Cet organisme est présent sur tous les continents partout où se pratique la culture du poirier. Il vit principalement sur les poiriers, surtout le poirier commun (Pyrus communis), ainsi que sur d'autres espèces du genre Pyrus, telles que Pyrus salicifolia, Pyrus ussuriensis, Pyrus nivalis ou Pyrus pyraster. Sa présence a également été signalée sur d'autres espèces de Rosaceae (pommier, alisiers, sorbier, cognassier, aubépine...).

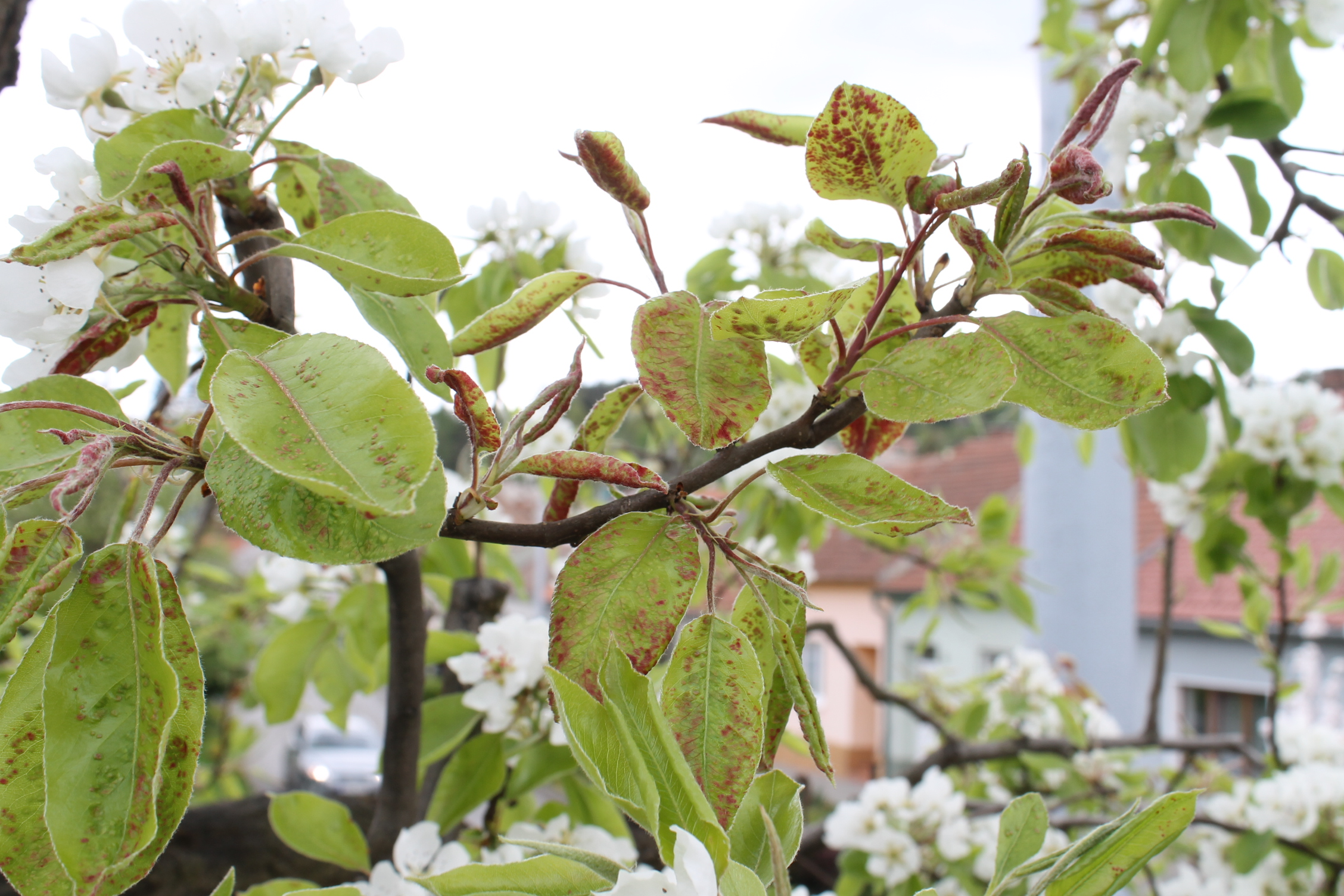
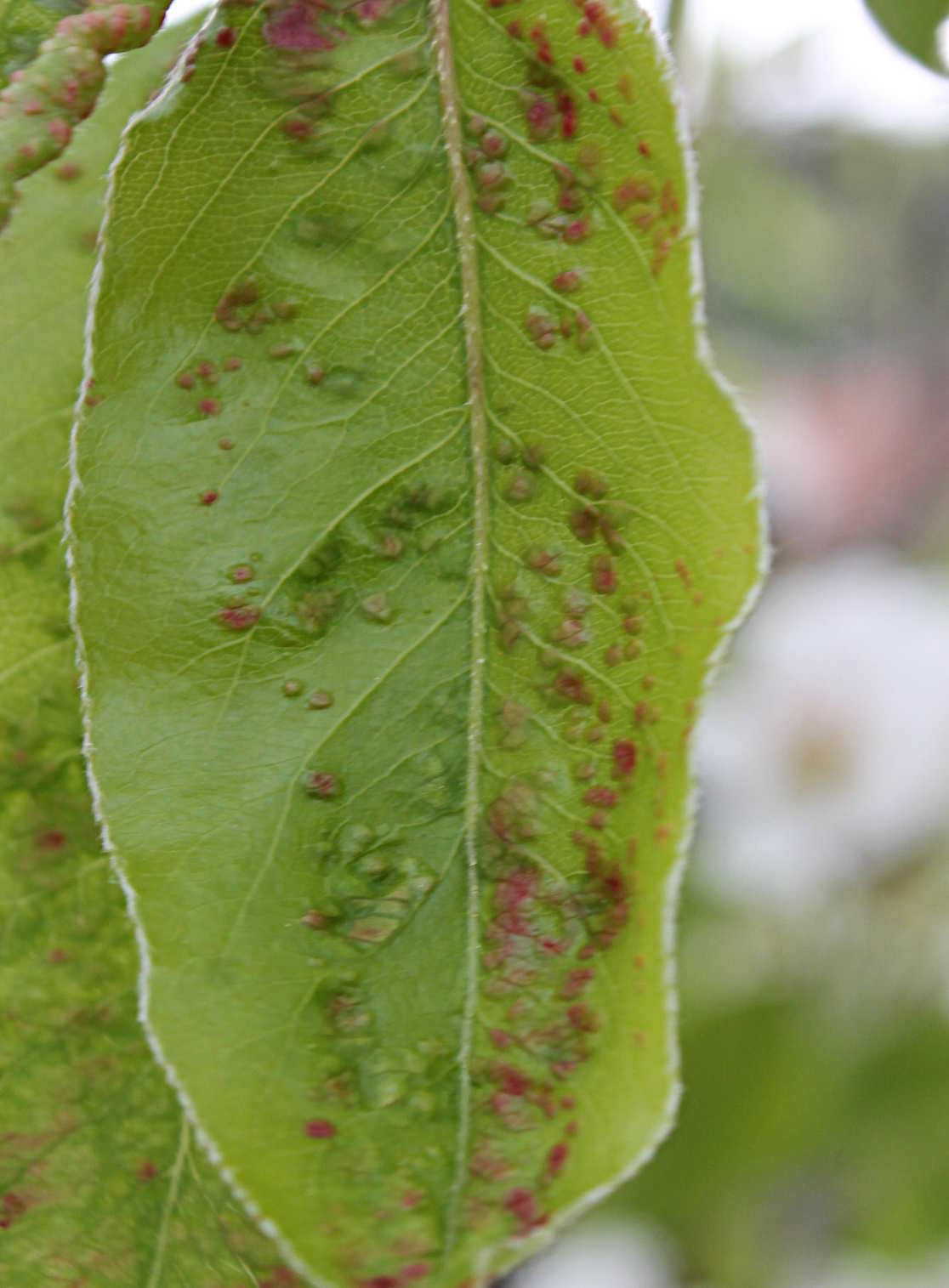